# Nikara castanea
Nikara castanea är en fjärilsart som beskrevs av Moore 1882. Nikara castanea ingår i släktet Nikara och familjen nattflyn. Inga underarter finns listade i Catalogue of Life.